# Riza Durmisi
Riza Durmisi (Ishøj, 8 de janeiro de 1994) é um futebolista profissional dinamarquês que atua como defensor do Amazonas.

## Carreira
Riza Durmisi começou a carreira no Brøndby IF.

## Títulos
Lazio
- Copa da Itália: 2018–19